# Бараниковская волость (Харьковская губерния)
Бараниковская волость — историческая административно-территориальная единица Старобельского уезда Харьковской губернии с центром в слободе Бараниковка.

## История
В 1885 году старшиной волости работал Егор Дмитриевич Яковенко.
В 1885  году состоял из 3 поселений и 3 сельских общин.
Площадь волости составляла 18929 гектар.

## Поселения
Основные поселения в волости в 1885 году:
- Бараниковка (Беловодский район) — раньше государственная слобода у реке Камышной.
- Зелек — государственный хутор, в нём проживало 1190 человек, имелось 179 дворовых хозяйств и православная церковь.
- Нижнебараниковка — раньше государственная слобода у реке Камышной, в которой проживало 1660 человек, имелось 272 дворовых хозяйства и православная церковь.

## Население
В волости проживало 5719 человек из которых 2900 мужчин и 2819 женщин.